# Franz Zehetner
Franz Zehetner (* 31. Jänner 1949 in Vöcklabruck) ist ein österreichischer Jurist.

## Leben
Nach der Promotion 1971 wurde er 1993 ordentlicher Professor für internationales Währungs- und Wirtschaftsrecht, öffentliches Recht und Europarecht an der Technischen Universität Wien. Von 1994 bis 1997 war er Dekan der Fakultät für Architektur und Raumplanung und von 2004 bis 2013 Senatsvorsitzender der TU Wien. Er wurde 2017 emeritiert.

## Schriften (Auswahl)
- Geldwertklauseln im grenzüberschreitenden Wirtschaftsverkehr. Tübingen 1976, ISBN 3-16-638262-3.
- Welche rechtlichen Maßnahmen empfehlen sich zur Abwehr grenzüberschreitender Umweltbeeinträchtigungen? Gutachten. Wien 1988, ISBN 3-214-06434-7.
- Völkerrechtliche Modelle für die Kooperation im Bundesstaat. Linz 1989, ISBN 3-85320-451-1.
- mit Wolfgang Weiß: Zur Verwaltungsakzessorietät der Neutralitätsgefährdung (§ 320 Z3 STGB). Wien 1992, ISBN 3-7046-0303-1.